# Arachis burkartii
Arachis burkartii är en ärtväxtart som beskrevs av Osvaldo Handro. Arachis burkartii ingår i släktet jordnötter, och familjen ärtväxter. Inga underarter finns listade i Catalogue of Life.